# Three Hundred Years Hence
Three Hundred Years Hence (« Dans 300 ans ») est un roman de science-fiction utopique de l'écrivaine américaine Mary Griffith, publié en 1836. C'est le premier roman utopique connu écrit par une Américaine. Le roman est initialement publié en 1836 dans le cadre de la collection de Griffith, Camperdown, ou News from Our Neighborhood, puis publié par Prime Press (en) en 1950 dans une édition de 300 exemplaires.
Le roman concerne un héros qui tombe dans un sommeil profond et se réveille dans les États utopiques de Pennsylvanie, du New Jersey et de New York.

## Influences
Les fiction utopiques situent en général leurs sociétés imaginaires soit dans un endroit éloigné (comme dans l'Utopie originale de Sir Thomas More et de nombreux imitateurs), soit à une époque différente. L'histoire de Griffith lui a probablement été inspirée par les Mémoires de l'an 2500 de l'écrivain français Louis-Sébastien Mercier. Griffith a cependant été la première écrivaine américaine à projeter son protagoniste dans le futur pour rencontrer un ordre social considérablement amélioré. De nombreux successeurs suivront son exemple ; le plus célèbre, Edward Bellamy a utilisé la même astuce dans son Cent ans après ou l'An 2000 (1888), tout comme de nombreux écrivains qui ont produit des suites de Cent ans après ou l'An 2000 (en) à son travail. La même tactique est exploitée dans The Diothas (en) (1883) de John Macnie, A Crystal Age (en) (1887) de William Henry Hudson, New Amazonia (1889) d'Elizabeth Corbett, The World a Department Store (en) (1900) de Bradford Peck et Moving the Mountain de Charlotte Perkins Gilman (1911).
Un autre livre publié en 1881 par William Delisle Hay (en), adopte le même titre ( Three Hundred Years Hence or A Voice From Posterity), probablement dans l'ignorance des travaux antérieurs de Griffith.

## Réception critique
Passant en revue l'édition de 1950, Anthony Boucher et J. Francis McComas (en) ont classé le roman comme « un objet étrange et délicieux de 1836 traitant d'un avenir fortement féministe ».

## Historique des publications
- 1836, US, Carey, Lea & Blanchard (OCLC 12851342), 1836, incluse dans Camperdown, or News from Our Neighborhood
- 1950, US, Prime Press (en) (OCLC 3253783), Pub date 1950, première publication indépendante.
- 1975, US, Gregg Press (en)  (ISBN 0-8398-2303-7)